# Elin Törnudd

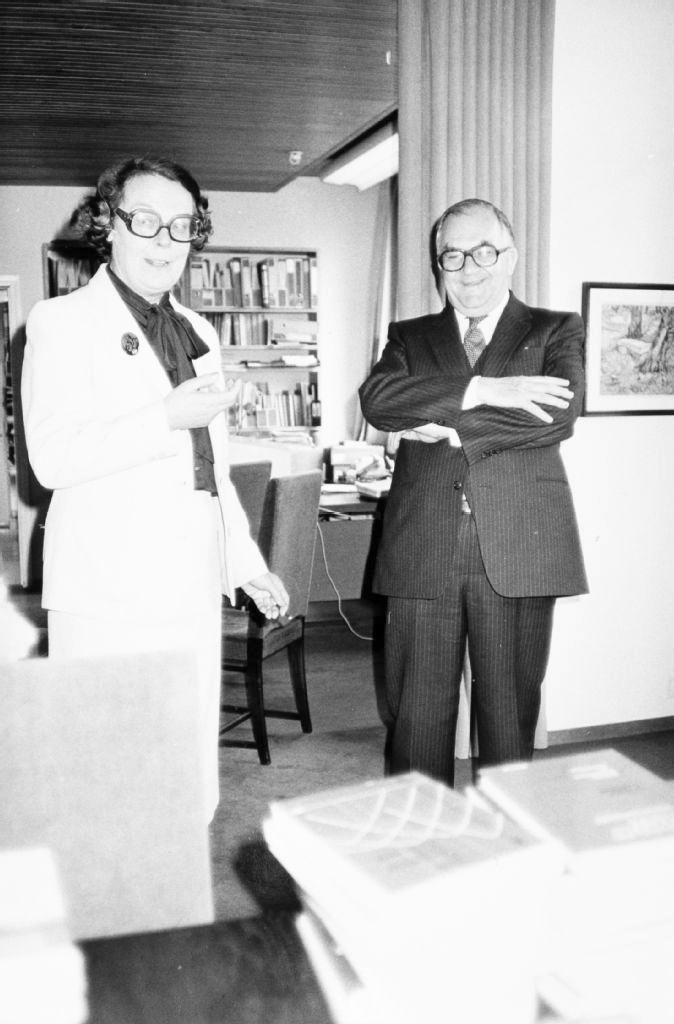
Elin Törnudd och franske ambassadören Raymond Neuville.

Elin Maria Törnudd, född 22 april 1924 i Helsingfors, död 18 augusti 2008 i Esbo, var en finländsk bibliotekarie. 
Törnudd blev diplomingenjör 1950 och avlade  biblioteksexamen i USA 1953. Hon var generalsekreterare för Nordforsk 1956–1968, bibliotekarie vid Tekniska högskolan i Helsingfors 1968–1972 och överbibliotekarie där 1972–1991. Hon innehade flera förtroendeuppdrag inom internationella vetenskapliga biblioteksorganisationer. På 1990-talet var hon inbjuden som expert att delta i planeringen då ett nytt bibliotek, med bidrag av Unesco, byggdes i Alexandria i Egypten. Hon publicerade bland annat Suomen teknillinen keskuskirjasto: 150 vuotta Teknillisen korkeakoulun ja yhteiskunnan palveluksessa (1998). Hon tilldelades professors titel 1982.